# Джек Уорнер (актёр)
Джек Уо́рнер (англ. Jack Warner; 24 октября 1895, Лондон — 24 мая 1981[…], Лондон) — английский актёр театра, кино и телевидения. Амплуа — пожилой английский полицейский. Офицер ордена Британской империи. Наиболее известен исполнением роли констебля Джорджа Диксона в фильме «Синяя лампа» (1950) и сериале «Диксон из Док-Грин» (в 432 эпизодах с 1955 по 1976 год). Пять раз входил в десятку «Самая популярная „звезда“ Британии».

## Биография
Хорейс Джон Уотерс (настоящее имя актёра) родился 24 октября 1895 года в районе Бромлей-бай-Боу (Поплар, Лондон, Англия). Отец — Эдвард Уильям Уотерс, занимался валянием и работал кладовщиком в лавке гробовщика. Мать звали Мод Мэри Бест. Хорейс был вторым из трёх детей в семье, две его сестры, Элси (1893–1990) и Дорис (1904–1978), были актрисами-комедиантками, часто выступавшими в роли Герт и Дейзи.
Хорейс учился в школе «Куперс Компани энд Коборн» в районе Майл-Энд. Вместе с сёстрами был хористом в местной церкви. После окончания школы будущий актёр поступил в институт «Нортемптон», где учился на инженера автомобилестроения, но уже через год бросил его и поступил на работу уборщиком в авторемонтную мастерскую F.W.Berwick and Company в Бэлеме, где получал два пенса в час. Очень быстро он поднялся по карьерной лестнице до автомеханика, и когда компания стала сотрудничать с англо-французской фирмой Sizaire-Berwick, Хорейс в августе 1913 года был отправлен в этой должности в Париж.
Первая мировая война застала 18-летнего Хорейса во Франции, где он и остался служить водителем, числясь в британском Королевском лётном корпусе. В 1918 году он получил медаль «За похвальную службу». После войны Хорейс вернулся в Англию, где начал торговать автомобильными моторами.
В конце 1930-х годов Хорейс Уотерс кардинально изменил свою жизнь. Он забросил автомобили и стал выступать в мюзик-холлах и на радио. В 1943 году 48-летний актёр впервые появился на экране — он исполнил сразу главную роль в фильме «Говорящий манекен». С 1946 года он начал регулярно сниматься в кино, а с 1950 года — на телевидении, и его карьера актёра продолжалась почти до самой смерти: последний фильм с участием Джека Уорнера (такой псевдоним он себе выбрал) вышел, когда ему было 84 года.
В 1965 году Уорнер был награждён орденом Британской империи. В 1973 году он получил символическое звание «Свободный человек города Лондон». В 1975 году свет увидела автобиография Уорнера, озаглавленная Jack of All Trades: The Autobiography of Jack Warner.
Джек Уорнер скончался от пневмонии 24 мая 1981 года в Лондоне. В знак признания его актёрского мастерства при исполнении роли констебля Диксона беспрерывно на протяжении 21 года, гроб с телом актёра несли полицейские участка Паддингтон-Грин. Уорнер был похоронен на кладбище Ист-Лондон.

## Награды и признание
- 1918 — Медаль «За похвальную службу»[англ.]
- 1965 — Орден Британской империи
- 1973 — «Свободный человек города Лондон»

Согласно ежегодному опросу Motion Picture Herald, Джек Уорнер занимал следующие позиции в списке «Самая популярная „звезда“ Британии»:
- 1948 — 7-е место
- 1949 — 10-е место[8]
- 1950 — 3-е место
- 1952 — 8-е место[9]
- 1953 — 7-е место

В остальные года он не входил в десятку лидеров.

## Избранная фильмография
Широкий экран
- 1943 — Говорящий манекен[англ.] / The Dummy Talks — Джек
- 1946 — Пленённое сердце[англ.] / The Captive Heart — капрал Хорсфолл
- 1947 — Шум и крик / Hue and Cry — Соловей
- 1947 — Дорогой убийца / Dear Murderer — инспектор Пенбари
- 1947 — Лагерь выходного дня[англ.] / Holiday Camp — Джо Хаггетт
- 1947 — В воскресенье всегда идёт дождь / It Always Rains on Sunday — детектив сержант Фотергилл
- 1948 — Лёгкие деньги[англ.] / Easy Money — Филип Стаффорд (в новелле «История Стаффорда»)
- 1948 — Против ветра[англ.] / Against the Wind — Кронк
- 1948 — Сторож брату моему[англ.] / My Brother's Keeper — Джордж Мартин
- 1948 — А вот и Хаггетты / Here Come the Huggetts — Джо Хаггетт
- 1949 — Голосуйте за Хаггетта[англ.] / Vote for Huggett — Джо Хаггетт
- 1949 — Хаггетты за границей[англ.] / The Huggetts Abroad — Джо Хаггетт
- 1949 — Цепь событий[англ.] / Train of Events — Джим Хардкасл (в новелле «Машинист»)
- 1949 — Мальчики в коричневом[англ.] / Boys in Brown — губернатор
- 1950 — Синяя лампа / The Blue Lamp — констебль Джордж Диксон
- 1951 — Разговор о миллионе[англ.] / Talk of a Million — Бартли Мурнахан
- 1951 — Долина орлов[англ.] / Valley of Eagles — инспектор Питерсон
- 1951 — Скрудж / Scrooge — мистер Джоркин
- 1952 — Экстренный вызов[англ.] / Emergency Call — инспектор Лейн
- 1952 — Встреть меня вечером[англ.] / Meet Me Tonight — Мёрдок
- 1953 — Ох уж эти соседи[англ.] / Those People Next Door — Сэм Туигг
- 1953 — Альберт, Королевский военный моряк[англ.] / Albert R.N. — капитан Мэддокс
- 1954 — Бах! Вы мертвы[англ.] / Bang! You're Dead — Бонселл
- 1954 — Запрещённый груз[англ.] / Forbidden Cargo — майор Алек Уайт
- 1955 — Эксперимент Куотермасса / The Quatermass Xperiment — инспектор Ломакс
- 1955 — Замочить старушку / The Ladykillers — суперинтендант
- 1956 — Сейчас и навсегда[англ.] / Now and Forever — майор Дж. Притчард
- 1956 — Домой и в путь[англ.] / Home and Away — Джордж Ноулз
- 1958 — И с гордостью её пишите имя[англ.] / Carve Her Name with Pride — мистер Бушелл
- 1962 — Головоломка[англ.] / Jigsaw — детектив инспектор Фред Феллоус
- 1979 — Доминик / Dominique — Джордж

Телевидение
- 1955—1976 — Диксон из Док-Грин[англ.] / Dixon of Dock Green — констебль Джордж Диксон (в 432 эпизодах)